# بيير ترودو
جوزيف فيليب بيير إيفز اليوت ترودو 18 أكتوبر، 1919 – 28 سبتمبر، 2000)، معروف باسم بيير ترودو (Pierre Trudeau) أو بيير إليوت ترودو (Pierre Elliott Trudeau)، رئيس وزراء كندا الخامس عشر في الفترة من 20 أبريل، 1968 وحتى 4 يونيو، 1979، ولفترة ثانية في 3 مارس، 1980 وحتى 30 يونيو، 1984.
بدأ ترودو مسيرته السياسية بأفكار اشتراكية، ولكنه انتهى به المطاف في الحزب الليبرالي الكندي (Liberal Party of Canada) لدى دخوله في خضم السياسات الفيدرالية في الستينيات. تم تعيينه الأمين البرلماني في وزارة ليستر بيرسون، وأصبح فيما بعد وزيرًا للعدل. وانطلاقًا من قاعدته الشعبية في مونتريال، سيطر ترودو على الحزب الليبرالي الكندي حيث أصبح زعيمًا ملهمًا يتمتع بسمات شخصية عالية شكلت ظاهرة سياسية عرفت باسم «الترودومينيا (Trudeaumania)». وفي أواخر الستينيات وحتى ثمانينيات القرن العشرين سيطر ترودو على المشهد السياسي الكندي وأثار نحوه ردود فعل واسعة.كان شعاره الشخصي «العقل قبل العاطفة». اعتزل ترودو العمل السياسي في 1984، وخلفه جون تيرنر كرئيس للوزراء.
يُثني المعجبون على قوة فكر ترودو، ويُشيدون دائمًا بفطنته السياسية في الحفاظ على الوحدة الوطنية من سياسات الانفصاليين الكيبيك وإجهاض حركات التمرد العنيفة وتأسيس ميثاق الحقوق والحريات (Charter of Rights and Freedoms) بالدستور الكندي. كما أن بعض المنتقدين يتهمونه بالغطرسة وسوء الإدارة الاقتصادية والتحيز بلا مبرر للحكومة الفيدرالية، وبالأخص محاولاته في السيطرة على الثروة النفطية في السهوب (Prairies).
أصبح ابنه الأكبر، جاستن ترودو، رئيس وزراء كندا الثالث والعشرين والحالي نتيجة للانتخابات الفيدرالية لعام 2015 . يعد بيير ترودو أول رئيس للوزراء في كندا يصبح ابنه رئيساً للوزراء.

## النشأة
يمكن إرجاع عائلة ترودو إلى مارسيلاك لانفيل في فرنسا في القرن السادس عشر وإلى روبرت تروتو (1544 -1589). في سنة 1659، كان أول ترودو يصل إلى كندا هو إتيان ترودو أو تروتو (1641 -1712)، نجار ومعماري منازل من لا روشيل.
وُلِد بيير ترودو في منزله في 5779 شارع دوروشر، حي أترمون بمدينة مونتريال، كندا، وذلك في يوم  18 أكتوبر 1919، لوالده شارل إميل ترودو (1887-1935)، رجل أعمال ومحام فرنسي كندي، ولوالدته غريس إليوت، وهي من أصل اسكتلندي وفرنسي كندي. كان لبيير ترودو أختًا تكبره سنًا اسمها سوزيت وأخًا أصغر اسمه شارل الابن. بقى ترودو قريبًا من إخوته طوال حياته. التحق ترودو بالمدرسة المرموقة كوليج جان دي بريبوف (مدرسة يسوعية فرنسية خاصة)، حيث دعم قومية كيبك. كان أجداد ترودو من جهة الأب مزارعين في كيبك يتكلمون الفرنسية. استحوذ والده، شارل إميل ترودو، على سلسلة من محطات الوقود، وجزء من «المناجم المربحة، وملهى بلمونت في مونتريال، وفريق مونتريال رويالز، فريق المدينة للبيسبول بدوري الدرجة الثانية» عندما كان ترودو في الخامسة عشرة من عمره. عندما مات أباه في أورلاندو، فلوريدا، في 10 إبريل 1935، ورث ترودو وكل من إخوته 5,000 دولار أمريكي، وهو مبلغ كبير في ذلك الوقت، وهو ما يعني أنه كان آمنًا ومستقلًا ماليًا. كانت والدته، غريس إليوت، «شغوفة به»، وقد بقي قريبًا منها طوال حياتها. بعد وفاة زوجها، تركت إدارة ميراثها للآخرين وقضت الكثير من الوقت في العمل لدى الكنيسة الكاثوليكية الرومانية وغيرها من المؤسسات الخيرية، وفي السفر إلى نيويورك وفلوريدا وأوروبا وماين، وأحيانًا مع أطفالها. كان ترودو في أواخر سن مراهقته «مشاركًا، على نحو مباشر، في إدارة ميراث كبير».

## التعليم المبكر
منذ سن السادسة حتى الثانية عشرة، التحق ترودو بالمدرسة الابتدائية، التي تُدعى أكاديميّة كويربيس، في أترمون، حيث انخرط في المذهب الكاثوليكي. كانت المدرسة، المخصصة للكاثوليك الإنجليز والفرنسيين على حد سواء، مدرسة خاصة بفصول دراسية صغيرة جدًا، وقد تفوق ترودو في الرياضيات والدين. كان ترودو، منذ سنواته الأولى، يتحدث لغتين بطلاقة، وهو ما سيضيف له في ما بعد «رصيدًا كبيرًا كسياسي كندي». عندما كان مراهقًا، درس في المدرسة اليسوعية الفرنسية كوليج جان دي بريبوف، وهي مدرسة ثانوية مرموقة معروفة بتعليم عائلات النخبة الناطقة بالفرنسية في كيبيك.
ركز ترودو في سنته الدراسية السابعة والأخيرة 1939- 1940 على الفوز بمنحة رودس الدراسية. كتب في طلبه أنه استعد للمناصب العامة بدراسة الخطاب العام ونشر مقالات كثيرة في بريبوف. أشادت به رسائل توصياته على نحو كبير. قال الأب بولين، رئيس الكلية، إنه خلال سنواته السبع في الكلية (1933-1940)، فاز ترودو «بمئة جائزة وتذكارات شرفية» وأنه «أدى عمله بامتياز في جميع الميادين». تخرج ترودو من كوليج جان دي بريبوف في عام 1940 وهو في الحادية والعشرين من عمره.
لم يفز ترودو بمنحة رودس الدراسية. استشار عددًا من الناس بشأن خياراته، بما في ذلك هنري بوراسا، والخبير الاقتصادي إدموند مونبيتيت، والأب روبرت برنييه، وهو فرنسي من مانيتوبا. اتباعًا لنصيحتهم، اختار دراسة السياسة والحصول على شهادة في القانون من جامعة مونتريال.

### قائمة المصادر
الكتب
- McCall, Christina (1997a). Trudeau and our times: The magnificent obsession (ط. Revised). Toronto: McClelland and Stewart. ج. Vol. 1. {{استشهاد بكتاب}}: |المجلد= يحوي نصًّا زائدًا (مساعدة)، الوسيط |الأخير= و|مؤلف= تكرر أكثر من مرة (مساعدة)، الوسيط غير المعروف |firs= تم تجاهله (مساعدة)، والوسيط غير المعروف |الرقم الدولي المعياري للكتاب= تم تجاهله (مساعدة)
- Clarkson، Stephen؛ McCall, Christina (1997b). Trudeau and our times: The heroic delusion (ط. Revised). Toronto: McClelland and Stewart. ج. Vol. 2. {{استشهاد بكتاب}}: |المجلد= يحوي نصًّا زائدًا (مساعدة) والوسيط غير المعروف |الرقم الدولي المعياري للكتاب= تم تجاهله (مساعدة)
- Cohen، Andrew؛ Granatstein، J. L.، المحررون (1998). Trudeau's shadow : the life and lSAacy of Pierre Elliott Trudeau. Toronto: Random House Canada. {{استشهاد بكتاب}}: الوسيط غير المعروف |الرقم المعياري= تم تجاهله يقترح استخدام |ردمك= (مساعدة)
- English، John. Citizen of the World: The Life of Pierre Elliott Trudeau Volume One: 1919–1968. Toronto: Knopf Canada. {{استشهاد بكتاب}}: الوسيط غير المعروف |الرقم المعياري= تم تجاهله يقترح استخدام |ردمك= (مساعدة) والوسيط غير المعروف |العام= تم تجاهله (مساعدة)
- English، John. Just Watch Me: The Life of Pierre Elliott Trudeau Volume Two: 1968–2000. Toronto: Knopf Canada. {{استشهاد بكتاب}}: الوسيط غير المعروف |الرقم المعياري= تم تجاهله يقترح استخدام |ردمك= (مساعدة) والوسيط غير المعروف |العام= تم تجاهله (مساعدة)
- Gwyn، Richard (1980). The Northern Magus: Pierre Trudeau and Canadians. Toronto: McClelland and Stewart. {{استشهاد بكتاب}}: الوسيط غير المعروف |الرقم المعياري= تم تجاهله يقترح استخدام |ردمك= (مساعدة)
- Higgins، M. (2004). English، John؛ Gwynne، Richard؛ Lackenbauer (المحررون). The Hidden Pierre Elliott Trudeau: The Faith Behind the Politics. Ottawa: Novalis. {{استشهاد بكتاب}}: الوسيط غير المعروف |eidtor3-first= تم تجاهله (مساعدة) والوسيط غير المعروف |الرقم المعياري= تم تجاهله يقترح استخدام |ردمك= (مساعدة)
- Laxer، James؛ Laxer, Robert (1977). The Liberal idea of Canada: Pierre Trudeau and the question of Canada's survival. Toronto: J. Lorimer. {{استشهاد بكتاب}}: الوسيط غير المعروف |الرقم الدولي المعياري للكتاب= تم تجاهله (مساعدة)
- Lyon، David؛ Van Die, Marguerite (2000). Rethinking church, state, and modernity: Canada between Europe and America. Toronto: University of Toronto Press. {{استشهاد بكتاب}}: الوسيط غير المعروف |الرقم الدولي المعياري للكتاب= تم تجاهله (مساعدة)
- McCall، Cristina (1982). Grits: an intimate portrait of the Liberal Party. Toronto: MacMillan of Canada. {{استشهاد بكتاب}}: الوسيط غير المعروف |الرقم الدولي المعياري للكتاب= تم تجاهله (مساعدة)
- Southam، Nancy، المحرر (2005). Pierre: colleagues and friends talk about the Trudeau they knew. Toronto: McCelland & Stewart. {{استشهاد بكتاب}}: الوسيط غير المعروف |الرقم الدولي المعياري للكتاب= تم تجاهله (مساعدة)
- Trudeau، Pierre Elliot. Memoirs. Toronto: McClelland & Stewart. {{استشهاد بكتاب}}: الوسيط غير المعروف |الرقم المعياري= تم تجاهله يقترح استخدام |ردمك= (مساعدة) والوسيط غير المعروف |العام= تم تجاهله (مساعدة)
- Trudeau، Pierre Elliot. Pelletier (المحرر). "Against the Current: Selected Writings 1939–1996". Toronto: McClelland and Stewart. ISBN:0-77106-979-0. {{استشهاد ويب}}: الوسيط |مسار= غير موجود أو فارع (مساعدة)، الوسيط غير المعروف |editor-fist= تم تجاهله (مساعدة)، والوسيط غير المعروف |العام= تم تجاهله (مساعدة)
- Zink، Lubor. Trudeaucracy. Toronto: Toronto Sun Publishing. مؤرشف من الأصل في 2020-04-17. {{استشهاد بكتاب}}: الوسيط غير المعروف |العام= تم تجاهله (مساعدة)

؛ وسائل الإعلام الإخبارية
- Canadian Press. "John, Yoko think PM is "beautiful"". The Leader-Post. RSAina, Saskatchewan. ص. 1. مؤرشف من الأصل في 2020-04-17. اطلع عليه بتاريخ 2012-08-12.
- "Omnibus Bill: 'There's no place for the state in the bedrooms of the nation'". CBC News. Toronto: CBC Digital Archives. 21 ديسمبر 1967. مؤرشف من الأصل في 2012-08-12. اطلع عليه بتاريخ 2012-08-12.
- "PM Trudeau won't let 'em rain on his parade". CBC News. Toronto: CBC Digital Archives. 24 يونيو 1968. مؤرشف من الأصل في 2012-08-12. اطلع عليه بتاريخ 2012-08-12.
- "2000: Justin Trudeau delivers eulogy for his father Pierre". The National. Toronto: CBC Digital Archives. 3 أكتوبر 2000. مؤرشف من الأصل في 2012-08-12. اطلع عليه بتاريخ 2012-08-12.
- Downey، Donn (30 سبتمبر 2000). "Ambulant life made him one-of-a-kind". The Globe and Mail. مؤرشف من الأصل في 2007-03-29. اطلع عليه بتاريخ 2006-12-05.
- Editorial Staff (29 سبتمبر 2000). "The elements that made Pierre Trudeau great". The Globe and Mail. Toronto. ص. A20.
- Edwards، Peter (3 يناير 2008). "Confessions of a mobster: 'My job was to kill Pierre Trudeau'". The Toronto Star. Toronto. ص. A1. مؤرشف من الأصل في 2012-08-12. اطلع عليه بتاريخ 2012-08-12.
- Fortin، Pierre (9 أكتوبر 2000). "Grounds for success". The Globe and Mail. ص. A17.
- Janigan، Mary (1 نوفمبر 1975). "Some MPs say they rSAret voting for War Measures". The Toronto Star. Toronto. ص. 3.
- Kaufman، Michael T. (29 سبتمبر 2000). "Pierre Trudeau Is Dead at 80: Dashing Fighter for Canada". The New York Times. New York. مؤرشف من الأصل في 2012-08-12. اطلع عليه بتاريخ 2012-08-12.
- Mallick، Heather (30 سبتمبر 2000). "Trudeau made intellect interesting". The Globe and Mail. Toronto. ص. P04. مؤرشف من الأصل في 2012-08-12. اطلع عليه بتاريخ 2012-08-12.
- O'Malley، Martin (12 ديسمبر 1967). "Unlocking the locked step of law and morality". The Globe and Mail. Toronto. ص. 6.
- Reuters (3 أكتوبر 2000). "Castro mourns for Trudeau, who stood up for him". CNN. Atlanta. مؤرشف من الأصل في 2012-08-12. {{استشهاد بخبر}}: |مؤلف= باسم عام (مساعدة)
- Winsor، Hugh (8 أبريل 2006). "Closest friends surprised by Trudeau revelations". The Globe and Mail. ص. A6. مؤرشف من الأصل (fee required) في 2012-08-12. اطلع عليه بتاريخ 2006-12-05. {{استشهاد بخبر}}: |archive-date= / |archive-url= timestamp mismatch (مساعدة)

؛ مصادر أخرى على الإنترنت
- Guest، Dennis (2012). "The History of Social Security in Canada". The Canadian Encyclopedia. Toronto: Historica Foundation. مؤرشف من الأصل في 2012-08-12. اطلع عليه بتاريخ 2012-08-12.
- "Anecdote: A prime minister in disguise". Canada's Prime Ministers, 1867–1994: Biographies and Anecdotes. Library and Archives Canada. 1994. مؤرشف من الأصل في 2012-08-12.
- Maclean's Magazine (1998-04-06). "Trudeau, 30 Years Later". The Canadian Encyclopedia. Toronto: Historica Foundation. مؤرشف من الأصل في 2012-08-12. اطلع عليه بتاريخ 2012-08-12. {{استشهاد ويب}}: تحقق من التاريخ في: |سنة= لا يطابق |تاريخ= (مساعدة)
- Moscovitch، Allan (2012). Welfare State%5d "Welfare State". The Canadian Encyclopedia. Toronto: Historica Foundation. مؤرشف من الأصل في 2012-08-12. اطلع عليه بتاريخ 2012-08-12. {{استشهاد ويب}}: تحقق من قيمة |مسار= (مساعدة)
- Munroe، Susan (2012). "October Crisis Timeline: Key Events in the October Crisis in Canada". Canadaonline / About.com. New York: The New York Times. مؤرشف من الأصل في 2012-08-12. اطلع عليه بتاريخ 2012-08-12.
- "Généalogie Martial Trudeau". Généalogie du Québec et de l'Acadie (بالفرنسية). 2012. Archived from the original on 2012-08-13. Retrieved 2012-08-13.

## كتابات أخرى
- Bliss، Michael (1994). Right honourable men : the descent of Canadian politics from Macdonald to Mulroney. Toronto: HarperCollins. {{استشهاد بكتاب}}: الوسيط غير المعروف |edtion= تم تجاهله (مساعدة) والوسيط غير المعروف |الرقم المعياري= تم تجاهله يقترح استخدام |ردمك= (مساعدة)
- Bowering، George (1999). SAotists and autocrats : the prime ministers of Canada. Toronto: Viking. {{استشهاد بكتاب}}: الوسيط غير المعروف |الرقم المعياري= تم تجاهله يقترح استخدام |ردمك= (مساعدة) Chapter on Trudeau.
- Butler, Rick, Carrier Jean-Guy, eds. (1979). The Trudeau decade. Toronto: Doubleday Canada. ISBN 0-385-14806-2. Essays by experts.
- Couture, Claude (1998). Paddling with the Current: Pierre Elliott Trudeau, Étienne Parent, liberalism and nationalism in Canada. Edmonton: University of Alberta Press. ISBN 1-4175-9306-7
- Donaldson, Gordon (1997). The Prime Ministers of Canada. Chapter on Trudeau
- Granatstein، J. L.؛ Bothwell, Robert (1990). Pirouette : Pierre Trudeau and Canadian foreign policy. Toronto: University of Toronto Press. {{استشهاد بكتاب}}: الوسيط غير المعروف |الرقم المعياري= تم تجاهله يقترح استخدام |ردمك= (مساعدة)
- Hillmer, Norman and Granatstein, J.L. Prime Ministers: Rating Canada's Leaders, 1999. ISBN 0-00-200027-X; chapter on Trudeau
- Laforest, Guy (1995). Trudeau and the end of a Canadian dream. Montreal: McGill-Queen's University Press. ISBN 0-7735-1300-0
- Lotz، Jim (1987). Prime ministers of Canada. London: Bison Books. {{استشهاد بكتاب}}: الوسيط غير المعروف |الرقم المعياري= تم تجاهله يقترح استخدام |ردمك= (مساعدة) Chapter on Trudeau.
- Nemni, Max and Nemi, Monique (2006). Young Trudeau: Son of Quebec, Father of Canada, 1919-1944. Toronto: McClelland & Stewart.
- Nemni, Max and Nemi, Monique (2011).Trudeau Transformed: The Shaping of a Statesman 1944-1965. Toronto: McClelland & Stewart.
- Ricci, Nino (2009). Extraordinary Canadians: Pierre Elliott Trudeau. Toronto: Penguin Canada. ISBN 978-0-670-06660-5
- Sawatsky, John (1987). The Insiders: Government, Business, and the Lobbyists. Toronto: McClelland & Stewart. 0-77107-949-4.
- Simpson, Jeffrey (1984). Discipline of power: the Conservative interlude and the Liberal restoration. Toronto: Macmillan of Canada. ISBN 0-920510-24-8.
- Stewart, Walter (1971). Shrug: Trudeau in power. Toronto: New Press. ISBN 0-88770-081-0. A critique from the left.

Editorial cartoons & humour.
- Ferguson، Will (1999). Bastards & boneheads: Canada's glorious leaders, past and present. Vancouver: Douglas & McIntyre. {{استشهاد بكتاب}}: الوسيط غير المعروف |الرقم المعياري= تم تجاهله يقترح استخدام |ردمك= (مساعدة) Humorous stories.
- McIlroy, Thad, ed. (1984).  A Rose is a rose: a tribute to Pierre Elliott Trudeau in cartoons and quotes. Toronto: Doubleday. ISBN 0-385-19788-8.
- Peterson, Roy (1984). Drawn & quartered: the Trudeau years. Toronto: Key Porter Books. ISBN 0-919493-42-4.

Archival videos of Trudeau
- Pierre Elliott Trudeau (1967–1970). Trudeau's Omnibus Bill: Challenging Canadian Taboos (news clips). CBC Archives. مؤرشف من الأصل (.wmv) في 2008-02-15. اطلع عليه بتاريخ 2006-12-05.
- Pierre Elliott Trudeau (1957–2005). Pierre Elliott Trudeau: Philosopher and Prime Minister (news clips). CBC Archives. مؤرشف من الأصل (.wmv) في 2008-02-24. اطلع عليه بتاريخ 2006-12-05.

## وصلات خارجية
- بيير ترودو على موقع IMDb (الإنجليزية)
- بيير ترودو على موقع الموسوعة البريطانية (الإنجليزية)
- بيير ترودو على موقع مونزينجر (الألمانية)
- بيير ترودو على موقع إن إن دي بي (الإنجليزية)
- بيير ترودو على موقع قاعدة بيانات الفيلم (الإنجليزية)

- canadahistory.com biography
- CBC Digital Archives—Pierre Elliott Trudeau: Philosopher and Prime Minister